# È stata lei
È stata lei è un cortometraggio italiano del 2013, diretto da Francesca Archibugi.
Il cortometraggio affronta il problema della violenza contro le donne. La prima è avvenuta al Teatro Litta di Milano il 25 novembre 2013 in occasione della Giornata contro la violenza sulle donne.

## Trama
Roma. Una donna di mezza età, magistrato di sorveglianza, si reca al Carcere di Regina Coeli per valutare la situazione di Nicola Giuliani, un architetto che sei anni prima era stato condannato a otto anni di reclusione per aver aggredito più volte e ferito infine gravemente la propria moglie Silvia colpendola ripetutamente con un cric. Nicola, che in carcere ha convinto i compagni di reclusione della propria sostanziale innocenza dichiarando loro di aver reagito a un comportamento colpevole della moglie, ha chiesto la scarcerazione anticipata e la possibilità di scontare il rimanente periodo della pena a domicilio. Il comportamento dell'uomo in carcere è stato esemplare; per es., per aiutare i detenuti stranieri ha imparato l'arabo. Tuttavia il magistrato, pur ritenendolo un uomo colto e sensibile, giudica che Giuliani non abbia preso coscienza della gravità del suo gesto e che pertanto continui a essere un pericolo potenzialmente fatale per la moglie.